# Corte Suprema de Justicia de Nicaragua
La Corte Suprema de Justicia de Nicaragua es el máximo tribunal del país. Su presidenta es Alba Luz Ramos y su vicepresidente Alba Luz Ramos.

## Historia
En enero de 2019, el juez Rafael Solís Cerda renunció a su cargo en protesta por la represión del presidente Daniel Ortega a las protestas que comenzaron en abril de 2018. Solís había sido un aliado de Ortega desde que lucharon juntos en la Revolución Sandinista en la década de 1970 y era un figura clave en la decisión de la Corte Suprema del 19 de octubre de 2009 de eliminar los límites del mandato presidencial, abriendo la puerta a la reelección de Ortega en 2011 y nuevamente en 2016. La división entre la oposición en el alto tribunal también consolidó el apoyo de la corte a Ortega, que encontró que los límites del mandato violaban sus derechos civiles. En su renuncia, Solís calificó de «error» la decisión.
En diciembre de 2020, el Gobierno federal de los Estados Unidos sancionó a Aguilar por «ayudar en los esfuerzos del régimen de Ortega para socavar la democracia de Nicaragua».